# Eparquia de Thuckalay
A Eparquia de Thuckalay (Latim:Eparchia Thuckalayensis) é uma eparquia pertencente a Igreja Católica Siro-Malabar com rito Siro-Malabar. Está localizada na cidade de Thuckalay, no estado de Tâmil Nadu, pertencente a Arquieparquia de Changanacherry na Índia. Foi fundada em 11 de novembro de 1996 pelo Papa João Paulo II. Com uma população católica de 30.665 habitantes, sendo 1,5% da população total, possui 58 paróquias com dados de 2020.

## História
Em 11 de novembro de 1996 o Papa João Paulo II cria através do território da Arquieparquia de Changanacherry a Eparquia de Thuckalay. Desde sua fundação em 1996 pertence a Igreja Católica Siro-Malabar, com rito Siro-Malabar.

## Lista de eparcas
A seguir uma lista de bispos desde a criação do eparquia em 1996.
|                      | Nome                                | Período              | Notas                                     |
| Eparcas de Thuckalay | Eparcas de Thuckalay                | Eparcas de Thuckalay | Eparcas de Thuckalay                      |
| -------------------- | ----------------------------------- | -------------------- | ----------------------------------------- |
| 2º                   | George Rajendram Kuttinadar, S.D.B. | 2012 - atual         |                                           |
| 1º                   | George Alencherry                   | 1996 - 2011          | Nomeado arquieparca de Ernakulam-Angamaly |